# Major League Soccer 1996
Navigation
Édition suivante
La Major league Soccer 1996 est la saison inaugurale de la Major League Soccer, le championnat professionnel de football (soccer) des États-Unis.
Douze ans après la fin de la NASL, et deux ans après le succès de la Coupe du monde 94, le pays du soccer se dotait de nouveau d'un championnat professionnel. Le nombre d'équipes est au départ limité à 10 et celles-ci sont réparties en deux associations, une à l'Est et l'autre à l'Ouest.
Deux places qualificatives pour la Coupe des champions de la CONCACAF 1997 sont attribuées aux finalistes du championnat.

## Les 10 franchises participantes

### Carte
| Rapids du Colorado Crew de Columbus D.C. United Burn de Dallas Wiz de Kansas City Galaxy de Los Angeles Mutiny de Tampa Bay Revolution MetroStars Clash de · San José |

| Association Ouest - Rapids du Colorado - Burn de Dallas - Wiz de Kansas City - Galaxy de Los Angeles - Clash de San José | Association Est - Crew de Columbus - D.C. United - MetroStars de New York/New Jersey - Revolution de la Nouvelle-Angleterre - Mutiny de Tampa Bay |

### Stades
| Rapids du Colorado | Crew de Columbus  | D.C. United          | Burn de Dallas   | Wiz de Kansas City |
| ------------------ | ----------------- | -------------------- | ---------------- | ------------------ |
| Mile High Stadium  | Ohio Stadium      | RFK Memorial Stadium | Cotton Bowl      | Arrowhead Stadium  |
| Capacité: 76.273   | Capacité: 102.329 | Capacité: 46.000     | Capacité: 92.100 | Capacité: 81.425   |
|                    |                   |                      |                  |                    |

| Galaxy de Los Angeles | Revolution de la Nouvelle-Angleterre | MetroStars de New York/New Jersey | Clash de San José | Mutiny de Tampa Bay |
| --------------------- | ------------------------------------ | --------------------------------- | ----------------- | ------------------- |
| Rose Bowl             | Foxboro Stadium                      | Giants Stadium                    | Spartan Stadium   | Houlihan's Stadium  |
| Capacité: 92.542      | Capacité: 60.292                     | Capacité: 80.200                  | Capacité: 30.456  | Capacité: 74.301    |
|                       |                                      |                                   |                   |                     |

### Entraîneurs
| Équipe                               | Entraîneur                                             |
| ------------------------------------ | ------------------------------------------------------ |
| Rapids du Colorado                   | Bob Houghton (10/09/1996) Roy Wegerle (13/09/1996)     |
| Crew de Columbus                     | Timo Liekoski (02/08/1996) Tom Fitzgerald              |
| D.C. United                          | Bruce Arena                                            |
| Burn de Dallas                       | Dave Dir                                               |
| Wiz de Kansas City                   | Ron Newman                                             |
| Galaxy de Los Angeles                | Lothar Osiander                                        |
| Revolution de la Nouvelle-Angleterre | Frank Stapleton                                        |
| MetroStars de New York/New Jersey    | Eddie Firmani (24/05/1996) Carlos Queiroz (27/05/1996) |
| Clash de San José                    | Laurie Calloway                                        |
| Mutiny de Tampa Bay                  | Thomas Rongen                                          |

## Format de la compétition
- Les 10 équipes sont réparties en 2 associations: Association Ouest (5 équipes) et la Association Est (5 équipes).
- Toutes les équipes disputent 32 rencontres qui se répartissent comme suit :
  - 4 rencontres (deux à domicile et deux à l'extérieur) contre chaque équipe de son association
  - 4 rencontres (deux à domicile et deux à l'extérieur) contre une équipe de l'association opposée
  - 3 rencontres (deux à domicile et une à l'extérieur) contre deux équipes de l'association opposée
  - 3 rencontres (une à domicile et deux à l'extérieur) contre deux équipes de l'association opposée
- Les matchs nuls n'existent pas. En effet, en cas d'égalité à la fin du temps réglementaire, les deux équipes disputent une séance de tirs au but. Contrairement à une séance de tirs au but classique, les joueurs partent des 35 yards (environ 32 mètres du but) et ont cinq secondes pour tirer au but. La victoire vaut 3 points si elle est acquise dans le temps réglementaire et 1 point si elle est acquise aux tirs au but. La défaite vaut dans les deux cas zéro point.
- Les quatre meilleures équipes de chaque association se qualifient pour les séries éliminatoires.
- La différence particulière (points dans les confrontations directes) puis la différence de buts générale départagent les équipes en cas d'égalité.

## Saison régulière

### Classements des associations Ouest et Est
| Rang | Équipe                | Pts | J  | G  | Gt | P  | Bp | Bc | Diff |
| ---- | --------------------- | --- | -- | -- | -- | -- | -- | -- | ---- |
| 1    | Galaxy de Los Angeles | 49  | 32 | 15 | 4  | 13 | 59 | 49 | +10  |
| 2    | Burn de Dallas        | 41  | 32 | 12 | 5  | 15 | 50 | 48 | +2   |
| 3    | Wiz de Kansas City    | 41  | 32 | 12 | 5  | 15 | 61 | 63 | -2   |
| 4    | Clash de San José     | 39  | 32 | 12 | 3  | 17 | 50 | 50 | 0    |
| 5    | Rapids du Colorado    | 29  | 32 | 9  | 2  | 21 | 44 | 59 | -15  |

| Rang | Équipe                               | Pts | J  | G  | Gt | P  | Bp | Bc | Diff |
| ---- | ------------------------------------ | --- | -- | -- | -- | -- | -- | -- | ---- |
| 1    | Mutiny de Tampa Bay                  | 58  | 32 | 19 | 1  | 12 | 66 | 51 | +15  |
| 2    | D.C. United C                        | 46  | 32 | 15 | 1  | 16 | 62 | 56 | +6   |
| 3    | MetroStars de New York/New Jersey    | 39  | 32 | 12 | 3  | 17 | 45 | 47 | -2   |
| 4    | Crew de Columbus                     | 37  | 32 | 11 | 4  | 17 | 59 | 60 | -1   |
| 5    | Revolution de la Nouvelle-Angleterre | 33  | 32 | 9  | 6  | 17 | 43 | 56 | -13  |

- MLS Supporters' Shield et qualification en séries éliminatoires
- Franchise qualifiée pour les séries éliminatoires

C : Vainqueur de la Coupe des États-Unis de soccer 1996

### Résultats
Source : Résultats de la saison

#### Matchs inter-associations
| Résultats (▼dom., ►ext.)                                   | COLO | COLU | DCU  | DAL  | KAN  | LA   | N-A  | NY  | SJ  | TAM  | COLO | COLU | DCU  | DAL | KAN | LA  | N-A | NY   | SJ  | TAM  |
| Rapids du Colorado                                         |      | 2-1  | 2-3A |      |      |      | 2-0  | 3-1 |     | 1-2  |      |      | 1-2  |     |     |     |     | 0-2  |     | 1-3  |
| Crew de Columbus                                           | 2-4  |      |      | 1-2  | 3-4A | 2-0  |      |     | 3-4 |      | 2-3A |      |      |     | 2-1 |     |     |      | 2-0 |      |
| D.C. United                                                | 3-1  |      |      | 3-1  | 2-3  | 1-2  |      |     | 3-1 |      |      |      |      | 6-1 | 2-4 | 2-1 |     |      |     |      |
| Burn de Dallas                                             |      | 1-0A | 3-2  |      |      |      | 0-2  | 0-1 |     | 0-1  |      | 2-3A | 2-1A |     |     |     |     |      |     | 2-1  |
| Wiz de Kansas City                                         |      | 6-4  | 5-1  |      |      |      | 2-1  | 2-1 |     | 1-3  |      | 1-5  |      |     |     |     | 4-2 | 3-2A |     |      |
| Galaxy de Los Angeles                                      |      | 3-2  | 3-1  |      |      |      | 0-1  | 2-1 |     | 3-2A |      | 1-2A |      |     |     |     | 1-0 | 3-0  |     |      |
| Revolution de la Nouvelle-Angleterre                       | 3-2A |      |      | 1-4  | 2-1A | 2-3A |      |     | 1-2 |      | 2-0  |      |      | 2-1 |     |     |     |      | 2-0 |      |
| MetroStars de New York/New Jersey                          | 3-0  |      |      | 1-0A | 2-0  | 0-4  |      |     | 0-1 |      |      |      |      | 3-2 |     | 3-1 |     |      | 4-1 |      |
| Clash de San José                                          |      | 3-2A | 1-0  |      |      |      | 1-2A | 0-1 |     | 4-0  |      |      | 2-1  |     |     |     | 6-1 |      |     | 1-2A |
| Mutiny de Tampa Bay                                        | 2-1  |      |      | 1-2  | 2-0  | 1-2  |      |     | 3-2 |      | 3-1  |      |      |     | 3-2 | 4-3 |     |      |     |      |
| - Victoire à domicile - Match nul - Victoire à l'extérieur |      |      |      |      |      |      |      |     |     |      |      |      |      |     |     |     |     |      |     |      |

#### Matchs intra-associations

##### Association Ouest
| Résultats (▼dom., ►ext.)                                   | COLO | DAL  | KAN  | LA  | SJ   | COLO | DAL  | KAN  | LA   | SJ   |
| Rapids du Colorado                                         |      | 3-1  | 4-0  | 2-1 | 1-2A |      | 2-0  | 4-2  | 2-3A | 1-3  |
| Burn de Dallas                                             | 2-1A |      | 3-0  | 5-2 | 1-0A | 3-0  |      | 0-1  | 1-2  | 4-1  |
| Wiz de Kansas City                                         | 3-0  | 2-3  |      | 3-1 | 4-1  | 2-0  | 1-2  |      | 3-2A | 0-1A |
| Galaxy de Los Angeles                                      | 3-1  | 2-3  | 2-0  |     | 2-1  | 0-1A | 2-1  | 1-2A |      | 4-2  |
| Clash de San José                                          | 3-1  | 1-0A | 2-3A | 1-2 |      | 1-0  | 2-3A | 2-1  | 1-2A |      |
| - Victoire à domicile - Match nul - Victoire à l'extérieur |      |      |      |     |      |      |      |      |      |      |

##### Association Est
| Résultats (▼dom., ►ext.)                                   | COLU | DCU  | N-A | NY   | TAM  | COLU | DCU | N-A  | NY   | TAM |
| Crew de Columbus                                           |      | 4-0  | 3-2 | 0-4  | 1-2  |      | 3-2 | 1-2A | 2-0  | 1-0 |
| D.C. United                                                | 5-2  |      | 3-1 | 1-2A | 1-0  | 2-0  |     | 3-2  | 1-2  | 3-0 |
| Revolution de la Nouvelle-Angleterre                       | 1-2A | 2-1A |     | 2-0  | 4-2  | 0-1  | 2-0 |      | 2-1A | 1-2 |
| MetroStars de New York/New Jersey                          | 0-2  | 1-2  | 0-1 |      | 4-3A | 1-0  | 2-3 | 4-0  |      | 0-2 |
| Mutiny de Tampa Bay                                        | 3-4A | 1-3  | 3-2 | 3-1  |      | 4-1  | 2-0 | 3-1  | 4-1  |     |
| - Victoire à domicile - Match nul - Victoire à l'extérieur |      |      |     |      |      |      |     |      |      |     |

A Quand un score est suivi d'une lettre, cela signifie que le match en question s'est terminé par une séance de tirs au but. Si le score inscrit est 3-2, cela signifie que l'équipe gagnante a remporté la séance de tirs au but après un match nul 2-2 dans le temps règlementaire.

## Séries éliminatoires

### Règlement
En demi-finales d'association, le premier affronte le quatrième et le deuxième affronte le troisième de son association.
Les demi-finales ainsi que les finales d'association se déroulent au meilleur des trois matchs avec match retour et match d'appui éventuel chez le terrain du mieux classé. En cas d'égalité à l'issue d'un match, une séance de tirs au but est alors disputée. Contrairement à une séance de tirs au but classique, les joueurs partent des 35 yards (environ 32 mètres du but) et ont cinq secondes pour tirer au but.
La finale MLS, se déroule sur un match au Foxboro Stadium de Foxborough avec prolongation (but en or) et tirs au but pour départager si nécessaire les équipes. Les deux finalistes se qualifient pour la Coupe des champions de la CONCACAF 1997. Le vainqueur du championnat entre en quart de finale et le perdant se qualifie pour le tour préliminaire de cette compétition.

### Tableau
Entre parenthèses, figure le nombre de tirs au but.
|  | Demi-finales d'association             | Demi-finales d'association             | Demi-finales d'association    | Demi-finales d'association    |                            |                            | Finales d'association | Finales d'association | Finales d'association | Finales d'association |  |  | MLS Cup 1996                            | MLS Cup 1996                            | MLS Cup 1996                            | MLS Cup 1996                            |
|  |                                        |                                        |                               |                               |                            |                            |                       |                       |                       |                       |  |  |                                         |                                         |                                         |                                         |
|  | 25 et 28 septembre, 2 octobre          | 25 et 28 septembre, 2 octobre          | 25 et 28 septembre, 2 octobre | 25 et 28 septembre, 2 octobre |                            |                            | 10 et 12 octobre      | 10 et 12 octobre      | 10 et 12 octobre      | 10 et 12 octobre      |  |  | 20 octobre, Foxboro Stadium, Foxborough | 20 octobre, Foxboro Stadium, Foxborough | 20 octobre, Foxboro Stadium, Foxborough | 20 octobre, Foxboro Stadium, Foxborough |
|  | 25 et 28 septembre, 2 octobre          | 25 et 28 septembre, 2 octobre          | 25 et 28 septembre, 2 octobre | 25 et 28 septembre, 2 octobre |                            |                            | 10 et 12 octobre      | 10 et 12 octobre      | 10 et 12 octobre      | 10 et 12 octobre      |  |  | 20 octobre, Foxboro Stadium, Foxborough | 20 octobre, Foxboro Stadium, Foxborough | 20 octobre, Foxboro Stadium, Foxborough | 20 octobre, Foxboro Stadium, Foxborough |
|  | (E1) Mutiny de Tampa Bay               | (E1) Mutiny de Tampa Bay               | 2 - 1 - 4                     | 2 - 1 - 4                     |                            |                            | 10 et 12 octobre      | 10 et 12 octobre      | 10 et 12 octobre      | 10 et 12 octobre      |  |  | 20 octobre, Foxboro Stadium, Foxborough | 20 octobre, Foxboro Stadium, Foxborough | 20 octobre, Foxboro Stadium, Foxborough | 20 octobre, Foxboro Stadium, Foxborough |
|  | (E1) Mutiny de Tampa Bay               | (E1) Mutiny de Tampa Bay               | 2 - 1 - 4                     | 2 - 1 - 4                     |                            |                            | 10 et 12 octobre      | 10 et 12 octobre      | 10 et 12 octobre      | 10 et 12 octobre      |  |  | 20 octobre, Foxboro Stadium, Foxborough | 20 octobre, Foxboro Stadium, Foxborough | 20 octobre, Foxboro Stadium, Foxborough | 20 octobre, Foxboro Stadium, Foxborough |
|  | (E4) Crew de Columbus                  | (E4) Crew de Columbus                  | 0 - 2 - 1                     | 0 - 2 - 1                     |                            |                            | 10 et 12 octobre      | 10 et 12 octobre      | 10 et 12 octobre      | 10 et 12 octobre      |  |  | 20 octobre, Foxboro Stadium, Foxborough | 20 octobre, Foxboro Stadium, Foxborough | 20 octobre, Foxboro Stadium, Foxborough | 20 octobre, Foxboro Stadium, Foxborough |
|  | (E4) Crew de Columbus                  | (E4) Crew de Columbus                  | 0 - 2 - 1                     | 0 - 2 - 1                     | (E1) Mutiny de Tampa Bay   | (E1) Mutiny de Tampa Bay   | 1 - 1                 | 1 - 1                 |                       |                       |  |  | 20 octobre, Foxboro Stadium, Foxborough | 20 octobre, Foxboro Stadium, Foxborough | 20 octobre, Foxboro Stadium, Foxborough | 20 octobre, Foxboro Stadium, Foxborough |
|  | 24 et 27 septembre, 2 octobre          |                                        |                               |                               | (E1) Mutiny de Tampa Bay   | (E1) Mutiny de Tampa Bay   | 1 - 1                 | 1 - 1                 |                       |                       |  |  | 20 octobre, Foxboro Stadium, Foxborough | 20 octobre, Foxboro Stadium, Foxborough | 20 octobre, Foxboro Stadium, Foxborough | 20 octobre, Foxboro Stadium, Foxborough |
|  |                                        |                                        | (E2) D.C. United              | (E2) D.C. United              | 4 - 2                      | 4 - 2                      |                       |                       |                       |                       |  |  | 20 octobre, Foxboro Stadium, Foxborough | 20 octobre, Foxboro Stadium, Foxborough | 20 octobre, Foxboro Stadium, Foxborough | 20 octobre, Foxboro Stadium, Foxborough |
|  | (E2) D.C. United                       | (E2) D.C. United                       | (E2) D.C. United              | (E2) D.C. United              | 4 - 2                      | 4 - 2                      | 2 (5) - 1 - 2         | 2 (5) - 1 - 2         |                       |                       |  |  | 20 octobre, Foxboro Stadium, Foxborough | 20 octobre, Foxboro Stadium, Foxborough | 20 octobre, Foxboro Stadium, Foxborough | 20 octobre, Foxboro Stadium, Foxborough |
|  | (E2) D.C. United                       | (E2) D.C. United                       | 10 et 13 octobre              |                               |                            |                            | 2 (5) - 1 - 2         | 2 (5) - 1 - 2         |                       |                       |  |  | 20 octobre, Foxboro Stadium, Foxborough | 20 octobre, Foxboro Stadium, Foxborough | 20 octobre, Foxboro Stadium, Foxborough | 20 octobre, Foxboro Stadium, Foxborough |
|  | (E3) MetroStars de New York/New Jersey | (E3) MetroStars de New York/New Jersey | 2 (6) - 0 - 1                 | 2 (6) - 0 - 1                 |                            |                            |                       |                       |                       |                       |  |  | 20 octobre, Foxboro Stadium, Foxborough | 20 octobre, Foxboro Stadium, Foxborough | 20 octobre, Foxboro Stadium, Foxborough | 20 octobre, Foxboro Stadium, Foxborough |
|  | (E3) MetroStars de New York/New Jersey | (E3) MetroStars de New York/New Jersey | 2 (6) - 0 - 1                 | 2 (6) - 0 - 1                 | (E2) D.C. United b.e.o.    | (E2) D.C. United b.e.o.    | 3                     | 3                     |                       |                       |  |  |                                         |                                         |                                         |                                         |
|  | 26 et 29 septembre, 2 octobre          |                                        |                               |                               | (E2) D.C. United b.e.o.    | (E2) D.C. United b.e.o.    | 3                     | 3                     |                       |                       |  |  |                                         |                                         |                                         |                                         |
|  |                                        |                                        | (O1) Galaxy de Los Angeles    | (O1) Galaxy de Los Angeles    | 2                          | 2                          |                       |                       |                       |                       |  |  |                                         |                                         |                                         |                                         |
|  | (O1) Galaxy de Los Angeles             | (O1) Galaxy de Los Angeles             | (O1) Galaxy de Los Angeles    | (O1) Galaxy de Los Angeles    | 2                          | 2                          | 0 - 2 - 2             | 0 - 2 - 2             |                       |                       |  |  |                                         |                                         |                                         |                                         |
|  | (O1) Galaxy de Los Angeles             | (O1) Galaxy de Los Angeles             |                               |                               |                            |                            |                       |                       |                       |                       |  |  |                                         |                                         |                                         |                                         |
|  | (O4) Clash de San José                 | (O4) Clash de San José                 | 1 - 0 - 0                     | 1 - 0 - 0                     |                            |                            |                       |                       |                       |                       |  |  |                                         |                                         |                                         |                                         |
|  | (O4) Clash de San José                 | (O4) Clash de San José                 | 1 - 0 - 0                     | 1 - 0 - 0                     | (O1) Galaxy de Los Angeles | (O1) Galaxy de Los Angeles | 2 - 1 (3)             | 2 - 1 (3)             |                       |                       |  |  |                                         |                                         |                                         |                                         |
|  | 26 et 29 septembre, 2 octobre          |                                        |                               |                               | (O1) Galaxy de Los Angeles | (O1) Galaxy de Los Angeles | 2 - 1 (3)             | 2 - 1 (3)             |                       |                       |  |  |                                         |                                         |                                         |                                         |
|  |                                        |                                        | (O3) Wiz de Kansas City       | (O3) Wiz de Kansas City       | 1 - 1 (1)                  | 1 - 1 (1)                  |                       |                       |                       |                       |  |  |                                         |                                         |                                         |                                         |
|  | (O2) Burn de Dallas                    | (O2) Burn de Dallas                    | (O3) Wiz de Kansas City       | (O3) Wiz de Kansas City       | 1 - 1 (1)                  | 1 - 1 (1)                  | 2 - 2 - 2 (2)         | 2 - 2 - 2 (2)         |                       |                       |  |  |                                         |                                         |                                         |                                         |
|  | (O2) Burn de Dallas                    | (O2) Burn de Dallas                    |                               |                               |                            |                            |                       | 2 - 2 - 2 (2)         |                       |                       |  |  |                                         |                                         |                                         |                                         |
|  | (O3) Wiz de Kansas City                | (O3) Wiz de Kansas City                | 3 - 1 - 2 (3)                 | 3 - 1 - 2 (3)                 |                            |                            |                       |                       |                       |                       |  |  |                                         |                                         |                                         |                                         |
|  | (O3) Wiz de Kansas City                | (O3) Wiz de Kansas City                | 3 - 1 - 2 (3)                 | 3 - 1 - 2 (3)                 |                            |                            |                       |                       |                       |                       |  |  |                                         |                                         |                                         |                                         |
|  |                                        |                                        |                               |                               |                            |                            |                       |                       |                       |                       |  |  |                                         |                                         |                                         |                                         |

### Résultats

#### Demi-finales d'association

##### Association Est
| 24 septembre 1996                                                                                     | MetroStars de New York/New Jersey | 2 – 2 6 - 5 t. a. b.                                                                               | D.C. United                               |                                                                                      |                                                                                      |
| | · De Ávila 38e · Savarese 75e     | | 24e Díaz Arce · 44e Williams · 56e Moreno | Giants Stadium, East Rutherford Spectateurs : 14 416 Arbitrage : Esfandiar Baharmast | Giants Stadium, East Rutherford Spectateurs : 14 416 Arbitrage : Esfandiar Baharmast |
| | Rapport                           | |                                           | Giants Stadium, East Rutherford Spectateurs : 14 416 Arbitrage : Esfandiar Baharmast | Giants Stadium, East Rutherford Spectateurs : 14 416 Arbitrage : Esfandiar Baharmast |
| De Ávila · Donadoni · Ramos · Joseph · Knowles · Silvera · Savarese · Zaun · Meola · Johnson · Vermes | Tirs au but 6 - 5                 | Agoos · Etcheverry · Moreno · Díaz Arce · Sanneh · Harkes · Gori · Williams · Peay · Pope · Causey |                                           | Giants Stadium, East Rutherford Spectateurs : 14 416 Arbitrage : Esfandiar Baharmast | Giants Stadium, East Rutherford Spectateurs : 14 416 Arbitrage : Esfandiar Baharmast |

| 27 septembre 1996 | D.C. United                    | 1 – 0 | MetroStars de New York/New Jersey      |                                                                                                |                                                                                                |
|                   | Etcheverry 5e · Etcheverry 72e |       | · 47e Zaun · 62e Caricola · 90e Moreno | Robert F. Kennedy Memorial Stadium, Washington Spectateurs : 21 442 Arbitrage : Paul Tamberino | Robert F. Kennedy Memorial Stadium, Washington Spectateurs : 21 442 Arbitrage : Paul Tamberino |
|                   | Rapport                        |       |                                        | Robert F. Kennedy Memorial Stadium, Washington Spectateurs : 21 442 Arbitrage : Paul Tamberino | Robert F. Kennedy Memorial Stadium, Washington Spectateurs : 21 442 Arbitrage : Paul Tamberino |

| 2 octobre 1996 | D.C. United                                    | 2 – 1 | MetroStars de New York/New Jersey        |                                                                                            |                                                                                            |
|                | · Peay 61e · Rammel 65e · Diaz Arce 89e (pen.) |       | 37e Caricola · 57e Joseph · 86e De Ávila | Robert F. Kennedy Memorial Stadium, Washington Spectateurs : 20 423 Arbitrage : Brian Hall | Robert F. Kennedy Memorial Stadium, Washington Spectateurs : 20 423 Arbitrage : Brian Hall |
|                | Rapport                                        |       |                                          | Robert F. Kennedy Memorial Stadium, Washington Spectateurs : 20 423 Arbitrage : Brian Hall | Robert F. Kennedy Memorial Stadium, Washington Spectateurs : 20 423 Arbitrage : Brian Hall |

Le D.C. United l'emporte deux matchs à un.
| 25 septembre 1996 | Crew de Columbus | 0 – 2 | Mutiny de Tampa Bay                          |                                                                    |                                                                    |
|                   | Yeagley 11e      |       | · 34e Lassiter · 82e Lassiter · 87e Lassiter | Ohio Stadium, Columbus Spectateurs : 20 807 Arbitrage : Brian Hall | Ohio Stadium, Columbus Spectateurs : 20 807 Arbitrage : Brian Hall |
|                   | Rapport          |       |                                              | Ohio Stadium, Columbus Spectateurs : 20 807 Arbitrage : Brian Hall | Ohio Stadium, Columbus Spectateurs : 20 807 Arbitrage : Brian Hall |

| 28 septembre 1996 | Mutiny de Tampa Bay           | 1 – 2 | Crew de Columbus                                                                   |                                                                       |                                                                       |
|                   | · Lassiter 26e · Lassiter 59e |       | 1re Paz · 35e Caligiuri · 54e Iribarren · 58e McBride · 67e Warzycha · 85e Friedel | Houlihan's Stadium, Tampa Spectateurs : 13 009 Arbitrage : Rich Grady | Houlihan's Stadium, Tampa Spectateurs : 13 009 Arbitrage : Rich Grady |
|                   | Rapport                       |       |                                                                                    | Houlihan's Stadium, Tampa Spectateurs : 13 009 Arbitrage : Rich Grady | Houlihan's Stadium, Tampa Spectateurs : 13 009 Arbitrage : Rich Grady |

| 2 octobre 1996 | Mutiny de Tampa Bay                                                                | 4 – 1 | Crew de Columbus                                             |                                                                       |                                                                       |
|                | Vásquez 3e · Vásquez 27e · Lassiter 41e · Kooiman 53e · Pittman 55e · Lassiter 58e |       | · 35e McBride · 36e Iribarren · 45e Caligiuri · 60e Warzycha | Houlihan's Stadium, Tampa Spectateurs : 6 871 Arbitrage : Tim Weyland | Houlihan's Stadium, Tampa Spectateurs : 6 871 Arbitrage : Tim Weyland |
|                | Rapport                                                                            |       |                                                              | Houlihan's Stadium, Tampa Spectateurs : 6 871 Arbitrage : Tim Weyland | Houlihan's Stadium, Tampa Spectateurs : 6 871 Arbitrage : Tim Weyland |

Le Mutiny de Tampa Bay l'emporte deux matchs à un.

##### Association Ouest
| 26 septembre 1996 | Wiz de Kansas City                    | 3 – 2 | Burn de Dallas                                        |                                                                            |                                                                            |
|                   | Johnston 16e · McKeon 79e · Preki 89e |       | · 21e Elliott · 25e Ashton · 57e Soñora · 87e Álvarez | Arrowhead Stadium, Kansas City Spectateurs : 4 466 Arbitrage : Tim Weyland | Arrowhead Stadium, Kansas City Spectateurs : 4 466 Arbitrage : Tim Weyland |
|                   | Rapport                               |       |                                                       | Arrowhead Stadium, Kansas City Spectateurs : 4 466 Arbitrage : Tim Weyland | Arrowhead Stadium, Kansas City Spectateurs : 4 466 Arbitrage : Tim Weyland |

| 29 septembre 1996 | Burn de Dallas                                     | 2 – 1 | Wiz de Kansas City                       |                                                                          |                                                                          |
|                   | Kreis 5e · Kreis 17e · Farrer 20e · Washington 32e |       | · 30e Preki · 50e Sorber · 70e Gutiérrez | Cotton Bowl, Dallas Spectateurs : 10 125 Arbitrage : Esfandiar Baharmast | Cotton Bowl, Dallas Spectateurs : 10 125 Arbitrage : Esfandiar Baharmast |
|                   | Rapport                                            |       |                                          | Cotton Bowl, Dallas Spectateurs : 10 125 Arbitrage : Esfandiar Baharmast | Cotton Bowl, Dallas Spectateurs : 10 125 Arbitrage : Esfandiar Baharmast |

| 2 octobre 1996                               | Burn de Dallas                                                      | 2 – 2 2 - 3 t. a. b.                          | Wiz de Kansas City                                 |                                                                |                                                                |
|                                              | · Sánchez 27e · Sánchez 41e · Elliott 66e · Farrer 73e · Haynes 81e |                                               | 22e Uderitz · 35e Preki · 41e Chung · 62e Takawira | Cotton Bowl, Dallas Spectateurs : 9 802 Arbitrage : Rich Grady | Cotton Bowl, Dallas Spectateurs : 9 802 Arbitrage : Rich Grady |
|                                              | Rapport                                                             |                                               |                                                    | Cotton Bowl, Dallas Spectateurs : 9 802 Arbitrage : Rich Grady | Cotton Bowl, Dallas Spectateurs : 9 802 Arbitrage : Rich Grady |
| Farrer · Ashton · Sánchez · Haynes · Lozzano | Tirs au but 2 - 3                                                   | Johnston · Takawira · Wright · Klopas · Preki |                                                    | Cotton Bowl, Dallas Spectateurs : 9 802 Arbitrage : Rich Grady | Cotton Bowl, Dallas Spectateurs : 9 802 Arbitrage : Rich Grady |

Le FC Dallas l'emporte deux matchs à un.
| 26 septembre 1996 | Clash de San José         | 1 – 0 | Galaxy de Los Angeles                    |                                                                        |                                                                        |
|                   | · Ianni 36e · Wynalda 90e |       | 30e Onalfo · 38e Calichman · 89e Salcedo | Spartan Stadium, San Jose Spectateurs : 17 209 Arbitrage : Kevin Stott | Spartan Stadium, San Jose Spectateurs : 17 209 Arbitrage : Kevin Stott |
|                   | Rapport                   |       |                                          | Spartan Stadium, San Jose Spectateurs : 17 209 Arbitrage : Kevin Stott | Spartan Stadium, San Jose Spectateurs : 17 209 Arbitrage : Kevin Stott |

| 29 septembre 1996 | Galaxy de Los Angeles                    | 2 – 0 | Clash de San José                                                                        |                                                                            |                                                                            |
|                   | · Hurtado 29e · Fraser 84e · Hurtado 90e |       | 1e Emenalo · 22e Rodas · 28e Wynalda · 67e Wynalda · 90e Draguicevich · 90e Draguicevich | Rose Bowl Stadium, Pasadena Spectateurs : 27 833 Arbitrage : Joshua Patlak | Rose Bowl Stadium, Pasadena Spectateurs : 27 833 Arbitrage : Joshua Patlak |
|                   | Rapport                                  |       |                                                                                          | Rose Bowl Stadium, Pasadena Spectateurs : 27 833 Arbitrage : Joshua Patlak | Rose Bowl Stadium, Pasadena Spectateurs : 27 833 Arbitrage : Joshua Patlak |

| 2 octobre 1996 | Galaxy de Los Angeles                 | 2 – 0 | Clash de San José        |                                                                                  |                                                                                  |
|                | · Hurtado 31e · Cienfuegos 36e (pen.) |       | 25e Espinoza · 35e Iroha | Rose Bowl Stadium, Pasadena Spectateurs : 30 231 Arbitrage : Esfandiar Baharmast | Rose Bowl Stadium, Pasadena Spectateurs : 30 231 Arbitrage : Esfandiar Baharmast |
|                | Rapport                               |       |                          | Rose Bowl Stadium, Pasadena Spectateurs : 30 231 Arbitrage : Esfandiar Baharmast | Rose Bowl Stadium, Pasadena Spectateurs : 30 231 Arbitrage : Esfandiar Baharmast |

Le Galaxy de Los Angeles l'emporte deux matchs à un.

#### Finales d'association

##### Association Est
| 10 octobre 1996 | D.C. United                                                             | 4 – 1 | Mutiny de Tampa Bay                       |                                                                                             |                                                                                             |
|                 | · Díaz Arce 36e · Rammel 55e · Díaz Arce 58e · Díaz Arce 60e · Gori 61e |       | 34e Galderisi · 42e Lassiter · 64e Hejduk | Robert F. Kennedy Memorial Stadium, Washington Spectateurs : 23 566 Arbitrage : Kevin Stott | Robert F. Kennedy Memorial Stadium, Washington Spectateurs : 23 566 Arbitrage : Kevin Stott |
|                 | Rapport                                                                 |       |                                           | Robert F. Kennedy Memorial Stadium, Washington Spectateurs : 23 566 Arbitrage : Kevin Stott | Robert F. Kennedy Memorial Stadium, Washington Spectateurs : 23 566 Arbitrage : Kevin Stott |

| 12 octobre 1996 | Mutiny de Tampa Bay                                                                      | 1 – 2 | D.C. United                                                                           |                                                                      |                                                                      |
|                 | Ralston 14e · Vásquez 27e · Valderrama 28e · Pittman 54e · McKinley 62e · Valderrama 83e |       | · 41e Agoos · 49e Williams · 54e Moreno · 63e Vaudreuil · 82e Díaz Arce · 90e Simpson | Houlihan's Stadium, Tampa Spectateurs : 9 339 Arbitrage : Rich Grady | Houlihan's Stadium, Tampa Spectateurs : 9 339 Arbitrage : Rich Grady |
|                 | Rapport                                                                                  |       |                                                                                       | Houlihan's Stadium, Tampa Spectateurs : 9 339 Arbitrage : Rich Grady | Houlihan's Stadium, Tampa Spectateurs : 9 339 Arbitrage : Rich Grady |

Le D.C. United se qualifie deux matchs à zéro.

##### Association Ouest
| 10 octobre 1996 | Galaxy de Los Angeles                    | 2 – 1 | Wiz de Kansas City     |                                                                         |                                                                         |
|                 | · Calichman 18e · Armas 48e · Vanney 57e |       | 15e Wright · 52e Preki | Rose Bowl Stadium, Pasadena Spectateurs : 25 212 Arbitrage : Brian Hall | Rose Bowl Stadium, Pasadena Spectateurs : 25 212 Arbitrage : Brian Hall |
|                 | Rapport                                  |       |                        | Rose Bowl Stadium, Pasadena Spectateurs : 25 212 Arbitrage : Brian Hall | Rose Bowl Stadium, Pasadena Spectateurs : 25 212 Arbitrage : Brian Hall |

| 13 octobre 1996                 | Wiz de Kansas City                     | 1 – 1 1 - 3 t. a. b.                           | Galaxy de Los Angeles                                                 |                                                                                  |                                                                                  |
|                                 | · Preki 69e · Johnston 70e · Preki 81e |                                                | 38e Calichman · 42e Semioli · 60e Armas · 67e Cienfuegos · 77e Vanney | Arrowhead Stadium, Kansas City Spectateurs : 11 041 Arbitrage : Zimmerman Boulos | Arrowhead Stadium, Kansas City Spectateurs : 11 041 Arbitrage : Zimmerman Boulos |
|                                 | Rapport                                |                                                |                                                                       | Arrowhead Stadium, Kansas City Spectateurs : 11 041 Arbitrage : Zimmerman Boulos | Arrowhead Stadium, Kansas City Spectateurs : 11 041 Arbitrage : Zimmerman Boulos |
| Chung · Preki · Wright · Sorber | Tirs au but 1 - 3                      | Noamouz · Fraser · Jones · Cienfuegos · Vanney |                                                                       | Arrowhead Stadium, Kansas City Spectateurs : 11 041 Arbitrage : Zimmerman Boulos | Arrowhead Stadium, Kansas City Spectateurs : 11 041 Arbitrage : Zimmerman Boulos |

Le Galaxy de Los Angeles se qualifie deux matchs à zéro.

#### MLS Cup 1996
| 20 octobre 1996 | Galaxy de Los Angeles                              | 2 – 3 b.e.o. | D.C. United                                                      | Foxboro Stadium, Foxborough                          |                                                      |
|                 | Hurtado 5e · Hurtado 41e · Armas 56e · Noamouz 74e |              | · 39e Etcheverry · 53e Peay · 73e Sanneh · 81e Medved · 94e Pope | Spectateurs : 34 643 Arbitrage : Esfandiar Baharmast | Spectateurs : 34 643 Arbitrage : Esfandiar Baharmast |
|                 | Rapport                                            |              |                                                                  | Spectateurs : 34 643 Arbitrage : Esfandiar Baharmast | Spectateurs : 34 643 Arbitrage : Esfandiar Baharmast |

## Leaders statistiques (saison régulière)

### Classement des buteurs (MLS Scoring Champion)
Le classement des buteurs se calcule de la manière suivante : 2 points pour un but et 1 point pour une passe.
| Rang | Joueur           | Club                  | Buts | Passes | Points |
| ---- | ---------------- | --------------------- | ---- | ------ | ------ |
| 1    | Roy Lassiter     | Mutiny de Tampa Bay   | 27   | 4      | 58     |
| 2    | Eduardo Hurtado  | Galaxy de Los Angeles | 21   | 7      | 49     |
| 2    | Preki            | Wiz de Kansas City    | 18   | 13     | 49     |
| 4    | Raúl Díaz Arce   | D.C. United           | 23   | 2      | 48     |
| 5    | Brian McBride    | Crew de Columbus      | 17   | 3      | 37     |
| 6    | Eric Wynalda     | Clash de San José     | 10   | 13     | 33     |
| 6    | Vitalis Takawira | Wiz de Kansas City    | 13   | 7      | 33     |
| 8    | Steve Rammel     | D.C. United           | 14   | 3      | 31     |
| 8    | Paul Bravo       | Clash de San José     | 13   | 5      | 31     |
| 8    | Jason Kreis      | Burn de Dallas        | 13   | 5      | 31     |

### Classement des passeurs
| Rang | Joueur              | Club                              | Passes |
| ---- | ------------------- | --------------------------------- | ------ |
| 1    | Marco Etcheverry    | D.C. United                       | 19     |
| 2    | Carlos Valderrama   | Mutiny de Tampa Bay               | 17     |
| 3    | Eric Wynalda        | Clash de San José                 | 13     |
| 3    | Preki               | Wiz de Kansas City                | 13     |
| 5    | Mauricio Cienfuegos | Galaxy de Los Angeles             | 11     |
| 5    | Robert Warzycha     | Crew de Columbus                  | 11     |
| 7    | Adrián Paz          | Crew de Columbus                  | 10     |
| 7    | Tab Ramos           | MetroStars de New York/New Jersey | 10     |
| 9    | Mark Chung          | Wiz de Kansas City                | 9      |

### Classement des gardiens
Il faut avoir joué au moins 1000 minutes pour être classé. Les statistiques sont faites seulement sur les matchs où les gardiens sont titulaires. 
| Rang | Gardien        | Club                                 | MJ | MIN  | BE | BE/M |
| ---- | -------------- | ------------------------------------ | -- | ---- | -- | ---- |
| 1    | Jorge Campos   | Galaxy de Los Angeles                | 24 | 2025 | 27 | 1.20 |
| 2    | Tony Meola     | MetroStars de New York/New Jersey    | 29 | 2610 | 38 | 1.31 |
| 3    | Dave Salzwedel | Clash de San José                    | 12 | 1880 | 16 | 1.33 |
| 4    | Mark Dodd      | Burn de Dallas                       | 31 | 2776 | 45 | 1.46 |
| 5    | Mark Simpson   | D.C. United                          | 14 | 1215 | 20 | 1.48 |
| 6    | Mark Dougherty | Mutiny de Tampa Bay                  | 28 | 2520 | 47 | 1.68 |
| 7    | Aidan Heaney   | Revolution de la Nouvelle-Angleterre | 18 | 1533 | 29 | 1.70 |
| 8    | Tom Liner      | Clash de San José                    | 20 | 1712 | 33 | 1.73 |
| 9    | Garth Lagerwey | Wiz de Kansas City                   | 22 | 1914 | 37 | 1.74 |
| 10   | Jim St. Andre  | Revolution de la Nouvelle-Angleterre | 14 | 1259 | 25 | 1.79 |

## Récompenses individuelles

### Récompenses annuelles
| Trophée                            | Joueur                   | Club                |
| ---------------------------------- | ------------------------ | ------------------- |
| Meilleur joueur (saison régulière) | Carlos Valderrama        | Mutiny de Tampa Bay |
| Meilleur joueur (finale MLS)       | Marco Etcheverry         | D.C. United         |
| Meilleur buteur                    | Roy Lassiter (58 points) | Mutiny de Tampa Bay |
| Meilleur défenseur                 | John Doyle               | Clash de San José   |
| Meilleur gardien                   | Mark Dodd                | Burn de Dallas      |
| Meilleur rookie                    | Steve Ralston            | Mutiny de Tampa Bay |
| Meilleur entraîneur                | Thomas Rongen            | Mutiny de Tampa Bay |
| Meilleur but                       | Eric Wynalda             | Clash de San José   |

### Joueur du mois
| Mois      | Joueur              | Club                  |
| --------- | ------------------- | --------------------- |
| Avril     | Mauricio Cienfuegos | Galaxy de Los Angeles |
| Mai       | Carlos Valderrama   | Mutiny de Tampa Bay   |
| Juin      | Eduardo Hurtado     | Galaxy de Los Angeles |
| Juillet   | Jason Kreis         | Burn de Dallas        |
| Août      | Marco Etcheverry    | D.C. United           |
| Septembre | Brad Friedel        | Crew de Columbus      |

### Joueur de la semaine
| Semaine    | Joueur            | Club                                 |
| ---------- | ----------------- | ------------------------------------ |
| Semaine 1  | Eric Wynalda      | Clash de San José                    |
| Semaine 2  | Brian McBride     | Crew de Columbus                     |
| Semaine 3  | Marcelo Balboa    | Rapids du Colorado                   |
| Semaine 4  | Bo Oshoniyi       | Crew de Columbus                     |
| Semaine 5  | Giovanni Savarese | MetroStars de New York/New Jersey    |
| Semaine 6  | Brian McBride     | Crew de Columbus                     |
| Semaine 7  | Jorge Campos      | Galaxy de Los Angeles                |
| Semaine 8  | Preki             | Wiz de Kansas City                   |
| Semaine 9  | John Doyle        | Clash de San José                    |
| Semaine 10 | Eduardo Hurtado   | Galaxy de Los Angeles                |
| Semaine 11 | Mark Dodd         | Burn de Dallas                       |
| Semaine 12 | Mark Chung        | Wiz de Kansas City                   |
| Semaine 13 | Tony Meola        | MetroStars de New York/New Jersey    |
| Semaine 14 | Raúl Díaz Arce    | D.C. United                          |
| Semaine 15 | Roberto Donadoni  | MetroStars de New York/New Jersey    |
| Semaine 16 | Paul Bravo        | Clash de San José                    |
| Semaine 17 | Cobi Jones        | Galaxy de Los Angeles                |
| Semaine 18 | Joe-Max Moore     | Revolution de la Nouvelle-Angleterre |
| Semaine 19 | Tony Meola        | MetroStars de New York/New Jersey    |
| Semaine 20 | Adrián Paz        | Crew de Columbus                     |
| Semaine 21 | Marco Etcheverry  | D.C. United                          |
| Semaine 22 | Brad Friedel      | Crew de Columbus                     |
| Semaine 23 | Brian Maisonneuve | Crew de Columbus                     |
| Semaine 24 | Frank Yallop      | Mutiny de Tampa Bay                  |
| Semaine 25 | Brad Friedel      | Crew de Columbus                     |

## Bilan
| Major League Soccer 1996                  |                                           |
| Champion                                  | D.C. United (1er titre)                   |
| Play-offs                                 | Mutiny de Tampa Bay                       |
| Play-offs                                 | Galaxy de Los Angeles                     |
| Play-offs                                 | D.C. United                               |
| Play-offs                                 | Burn de Dallas                            |
| Play-offs                                 | Wiz de Kansas City                        |
| Play-offs                                 | MetroStars de New York/New Jersey         |
| Play-offs                                 | Clash de San José                         |
| Play-offs                                 | Crew de Columbus                          |
| Coupes et trophées                        |                                           |
| Vainqueur de la Coupe des États-Unis 1996 | D.C. United                               |
| Qualifications continentales              |                                           |
| Coupe des champions de la CONCACAF 1997   | D.C. United (quart de finale)             |
| Coupe des champions de la CONCACAF 1997   | Galaxy de Los Angeles (tour préliminaire) |